# League of Struggle for Negro Rights
La League of Struggle for Negro Rights (LSNR) est une organisation de défense des droits civiques des Afro-Américains créée en 1930 par le Parti communiste des États-Unis d'Amérique,. Active jusqu'en 1935 environ, elle milite notamment en faveur de la création d'un État noir séparé dans le Sud-Est des États-Unis. Également active contre la violence policière subie par la minorité, elle participe aussi à la défense des Scottsboro Boys, jugés en Alabama pour des viols qu'ils n'ont pas commis.
L'organisation a en grande partie disparu après 1935, lorsque le Parti communiste s'est associé à d'autres organisations non communistes et à des individus pour former le National Negro Congress.